# Thysanolaena
Thysanolaena là một chi thực vật có hoa trong họ Hòa thảo (Poaceae).

## Loài
Chi Thysanolaena gồm các loài: